# 牛津法学研究
牛津法学研究，英語：。
《牛津法学研究》是国际学界威望较高的法学刊物之一，由牛津大学出版社出版发行。同《牛津大学普通法评论》（Oxford University of Commonwealth Law Journal）、《牛津大学比较法论坛》（Oxford University Comparative Law Forum）、《牛津大学研究论文集》（University of Oxford Legal Research Paper Series）并列为牛津大学四大官方法学期刊。该刊所发表文章领域为法学，实行教授审稿制。多采用法学理论文章。